# Raginpert al longobarzilor
Raginpert (de asemenea, Raghinpert sau Reginbert), (n. anii 650 d.Hr. – d. 701 d.Hr.) a fost duce longobard de Torino și apoi rege al longobarzilor din Italia pentru o scurtă perioadă a anului 701.
Raginpert era fiul fostului rege Godepert al longobarzilor și nepot al regelui Aripert I, făcând parte din dinastia bavareză. El a uzurpat tronul în anul 701, prin depunerea nepotului său Liutpert, după care i-a asigurat succesiunea fiului său, Aripert al II-lea. Ajutat de longobarzii din regiunea Piemontului (Neustria longobardă), s-a confruntat în luptă cu regentul lui Liutpert, Ansprand, înfrângându-l la Novara și consolidându-și astfel poziția, însă a murit la puțină vreme după aceea. Fiul său, Aripert (viitorul Aripert al II-lea) nu a reușit să îi urmeze imediat la tronul regatului, la conducere revenind pentru scurtă vreme Liutpert.  